# Mozart: 1. szimfónia
Az 1. (Esz-dúr) szimfónia, K. 16 Wolfgang Amadeus Mozart szimfóniája, amit nyolcéves korában írt. Ebben az időben Európában inkább csodagyerek-előadóként volt népszerű, mint zeneszerzőként. A mű feltehetőleg a londoni Chelsea településen keletkezett, mivel abban az időben ott koncertezett a Mozart-család, 1764 nyarán oda kellett költözniük Wolfgang édesapja, Leopold Mozart betegsége miatt.
Több zeneszerző hatása figyelhető meg a művön, többek között Leopold Mozarté, illetve a Johann Sebastian Bach fiaié, főleg Johann Christian Baché, egy korai szimfóniakomponistáé, aki Londonban tevékenykedett, és Mozart többször is találkozott vele.
A mű egy két oboából, két kürtből, illetve vonósokból (2 hegedű-, brácsa, cselló- és nagybőgőszólamok) álló zenekarra íródott, gyors-lassú-gyors háromtételes formában, ami a szimfónia műfaj olasz nyitányból való eredeztethetőségét is bizonyítja, és általában jellemző a korai szimfóniákra. A mű tételei a következők:
1. Allegro molto (4/4)
2. Andante (2/4)
3. Presto (3/8)

A háromtételes forma Mozart korai szimfóniáiban teljesen szokványos, csak később tért át a négytételes formára.
Az első tétel nagyjából a szonátaforma követelményeinek tesz eleget. A c-mollban íródott második tétel alatt szinte végig ugyanaz a tizenhatod-triolákból álló kíséret megy. A második tételben hallható négyhangú motívumot Mozart Jupiter-szimfóniájának fináléjában is észre lehet venni. A négy hang (dó, ré, fá, mi) motívumként megjelenik számos későbbi művében is, köztük a 33. szimfóniájában is. A harmadik tétel élénk része a műnek és jól ütközteti a kontrasztokat a hegedűk, illetve a teljes zenekar hangereje között.